# Zuukou Mayzie
Zuukou Mayzie, de son vrai nom Youssouf Sy, est un rappeur franco-sénégalais, né en octobre 1991 en Île-de-France. Il est membre du collectif 667.

## Biographie

### Jeunesse
Youssouf Sy naît en octobre 1991 en Île-de-France.  Il est le frère du vidéaste Pape San et le neveu de la styliste Oumou Sy. Il passe une partie de sa vie à Podor (Sénégal) et est scolarisé au lycée Jean-Mermoz de Dakar, où il rencontre Freeze Corleone dont il rejoint le collectif 667 sous le pseudonyme Zuukou Mayzie. Il s'intéresse alors davantage à la mode et au cinéma qu'au rap, contrairement aux autres membres de son collectif,.  Il s'installe ensuite en France, dans le Val-d'Oise, et fait des études de cinéma puis travaille dans une boîte de production audiovisuelle,.

### Carrière

#### DisneylandetFinder(2017)
En 2017, il sort ses premiers projets musicaux, deux EP nommés Disneyland et Finder (le nom de ce dernier EP faisant référence au gestionnaire de fichiers Finder). Il y collabore avec Lala &ce et Odeuxzero. La même année, il sort également un best of.

#### J.m.u.a.z(2017)
En 2018, il sort l'EP J.m.u.a.z (« J'ai mangé un autre Zuukou »), sur lequel il invite Oklou, Lala &ce et Freeze Corleone. Pour Mosaïque, le rappeur y dépeint « un paysage coloré, parfois naïf, teinté de nuances froides et pleines de désillusions sur le monde et les relations amoureuses ».

#### DuologiePrimera temporada/Segunda temporada(2020-2021)
En 2020, il sort le projet Primera temporada (« Première saison ») sur les labels 667 et Jeune à Jamais, qui compile plusieurs morceaux déjà sortis sous forme de clips musicaux auparavant,,. Il est envisagé à la manière d'une série télévisée dont les morceaux seraient les épisodes. Le projet est initialement présenté comme une compilation sur les plateformes d'écoute, puis comme un album pour des soucis de référencement. Zuukou Mayzie y invite Freeze Corleone, Osirus Jack, Doums et Lou ; et l'album est produit par Off the Wall, Pe$o, Rolla, Schumi1 et Risky Business,,. Selon L'Abcdr du son, ce projet est plus sombre que les précédents, et Zuukou Mayzie y aborde davantage le thème de la drogue. Le webzine le qualifie de « très bon album ». Le site Ventes rap le classe parmi les 20 meilleurs albums français de 2020.
En 2021, il sort Segunda temporada, conçu comme une suite de Primera temporada et reprenant le même concept de série télévisée en album. Il y invite Freeze Corleone, Osirus Jack, Timothée Joly, Ashe 22, The Pirouettes, Wit, Di-Meh et Black Jack OBS,. Le projet est majoritairement produit par Schumi1, mais reçoit également le producteur Madizm. Le site Le Rap en France le classe parmi les dix meilleurs projets de 2021.

#### Le Film: Le Commencement(2022)
En 2022, il sort l'album-concept Le Film : Le Commencement, dans lequel chaque titre est inspiré par un classique du cinéma. Il annonce que ce projet doit être le premier d'une « saga en quatre volumes ». Il y invite Freeze Corleone, Osirus Jack, Krisy, Roi Heenok, Oklou, Eloi, Vickie Chérie, Hijvc Kid, Black Jack OBS, l'acteur Tom Hardy et le vidéaste Théodort,,. Il explique avoir voulu « donner la direction artistique à suivre à ses invités, puis de leur laisser le premier rôle », à la manière d'un réalisateur de cinéma. Ainsi, l'album comporte même certains morceaux sur lesquels Zuukou Mayzie n'apparaît pas. L'album sort sur les labels Zuukou Empire et Jeune à Jamais.

## Style
Il est souvent décrit comme différent des autres membres du collectif 667, avec notamment un son plus pop,,. Ses morceaux empruntent également au R&B, à la UK drill et à la musique électronique,,. Ainsi, il est régulièrement remarqué pour sa versatilité, et il nomme son style éclectique la « wok music ».

### Performance vocale
Son flow est décrit comme « traînant » par i-D et comme « presque parlé » par Musique journal. Musique journal note également son utilisation de flows en demi-temps et en double temps, ainsi que des « flottements offbeat ultra bien gérés ». Il utilise Auto-Tune. Musique journal considère que sa voix a une « texture presque vulnérable ».

### Productions de ses morceaux
Pour Moggopoly, les productions de ses morceaux sont « planantes » et « submergent la voix du rappeur ». Néanmoins, le webzine observe qu'il adopte parfois la « trap angoissante » caractéristique du collectif. Les productions qu'il utilise sont régulièrement qualifiées de lo-fi,.

### Écriture
Ses paroles sont remarquées pour les nombreuses références qu'il fait dans ses morceaux à la culture populaire,,. Comme les autres membres du collectif 667, il fait également régulièrement référence aux théories du complot,. Midi/Minuit estime que son écriture « au feeling » sort des codes habituels du hip-hop.

### Influences
Moggopoly l'estime influencé par Lil B. Sa musique a également été décrite comme influencée par Nujabes,. Cependant, Midi/Minuit le considère affranchi de toute influence. Zuukou Mayzie lui-même dit écouter principalement des bandes originales de films et d'animes et ne pas écouter beaucoup de rap en dehors de ses amis et de Pop Smoke. Il dit également écouter Busta Rhymes, Sigur Rós, N.E.R.D, alt-J, Hans Zimmer et Cam'ron.